# راون آلاسکا
راون آلاسکا (به انگلیسی: Ravn Alaska) یک شرکت هواپیمایی با کد یاتا 7H است.
دفتر مرکزی راون آلاسکا در انکوریج، آلاسکا، ایالات متحده آمریکا واقع شده‌است و به ۹۲ مقصد، پرواز مستقیم انجام می‌دهد.

## مقصدهای پروازی
مقصدهای پروازی راون آلاسکا به شرح زیر است (تا تاریخ ژوئن ۲۰۱۴):
1. آکیاچاک، آلاسکا (KKI) – فرودگاه اکیاچاک
2. آکیاک، آلاسکا (AKI) – فرودگاه اکیاک
3. آلاکانوک، آلاسکا (AUK) – فرودگاه آلاکانوک
4. امبلر، آلاسکا (ABL) – فرودگاه امبلر
5. انکوریج (ANC) – فرودگاه بین‌المللی تد استیونز انکوریج
6. آنیاک، آلاسکا (ANI) – فرودگاه انیاک
7. آن‌ویک، آلاسکا (ANV) – فرودگاه انویک
8. آتمااوتلواک، آلاسکا (ATT) – فرودگاه اتماوتلواک
9. آتکاسوک، آلاسکا (ATK) – فرودگاه اتکاسوک ادورد بورنل سر ممریال
10. بارو، آلاسکا (BRW) – فرودگاه وایلی پست-ویل راجرز مموری-ال
11. Barter Island / کاکتوویک، آلاسکا (BTI) – فرودگاه بارتر آیلند لرس
12. بتل، آلاسکا (BET) – فرودگاه بتل
13. برویگ میشن، آلاسکا (KTS) – فرودگاه برویگ میشن
14. باکلند، آلاسکا (BKC) – فرودگاه باکلند
15. چفورناک، آلاسکا (CYF) – فرودگاه چفورناک
16. چواک، آلاسکا (VAK) – فرودگاه چواک
17. چوات‌بالوک، آلاسکا (CHU) – فرودگاه چواتهبالوک
18. کوردووا، آلاسکا (CDV) – فرودگاه مرل مودهول اسمیت
19. کروکد کریک، آلاسکا (CKD) – فرودگاه کروکد کریک
20. دیرینگ، آلاسکا (DRG) – فرودگاه دیرینگ
21. ایک، آلاسکا (EEK) – فرودگاه ایک
22. الیم، آلاسکا (ELI) – فرودگاه الیم
23. اموناک، آلاسکا (EMK) – فرودگاه اموناک
24. فربنکس (FAI) – فرودگاه بین‌المللی فیربنکس
25. فورت یوکان، آلاسکا (FYU) – فرودگاه فورت یوکان
26. گالینا، آلاسکا (GAL) - فرودگاه ادوارد جی. پیتکا سینیور
27. گمبل، آلاسکا (GAM) – فرودگاه گمبل
28. گولووین، آلاسکا (GLV) – فرودگاه گلوین
29. گریلینگ، آلاسکا (KGX) – فرودگاه گریلینگ
30. هولی کراس، آلاسکا (HCR) – فرودگاه هولی کراس
31. میلر لندینگ، آلاسکا (HOM) – فرودگاه هومر
32. هوپر بی، آلاسکا (HPB) – فرودگاه خلیج هوپر
33. هوسلیا، آلاسکا (HLA) – فرودگاه هازلیا
34. کالسکاگ بالایی، آلاسکا (KLG) – فرودگاه کالسکاگ
35. کالتاگ، آلاسکا (KAL) – فرودگاه کالتاگ
36. کاسیگلوک، آلاسکا (KUK) – فرودگاه کاسیگلوک
37. کنای، آلاسکا (ENA) – فرودگاه شهری کنای
38. کیانا، آلاسکا (IAN) – فرودگاه یادبود باب بیکر
39. کیپنوک، آلاسکا (KPN) – فرودگاه کیپ‌نوک
40. کیوالینا، آلاسکا (KVL) – فرودگاه کیوالینا
41. کوبوک، آلاسکا (OBU) – فرودگاه کوبوک
42. کودیاک، آلاسکا (ADQ) – فرودگاه کودیاک
43. کونگیگاناک، آلاسکا (KKH) – فرودگاه کونگیگاناک
44. کوتلیک، آلاسکا (KOT) – فرودگاه کواتلیک
45. کوتزه‌بیو، آلاسکا (OTZ) – فرودگاه یادبود رالف وین
46. کویوک، آلاسکا (KKA) – فرودگاه کیوک آلفرد آدامز
47. کویوکوک، آلاسکا (KYU) – فرودگاه کیوکوک
48. کوئتلوک، آلاسکا (KWT) – فرودگاه کوتلوک
49. کوئیگیلینگوک، آلاسکا (KWK) – فرودگاه کویگیلینگوک
50. مارشال، آلاسکا (MLL) – فرودگاه سر مارشال دان هانتر
51. مکوریوک، آلاسکا (MYU) – فرودگاه مکوریوک
52. ماونتن ویلج، آلاسکا (MOU) – فرودگاه ماونتن ویلیج
53. نیوتوک، آلاسکا (WWT) – فرودگاه نیوتوک
54. نایت‌میوت، آلاسکا (NME) – فرودگاه نایتموت
55. نوئاتاک، آلاسکا (WTK) – فرودگاه نواتاک
56. نوم، آلاسکا (OME) – فرودگاه نوم
57. نورویک، آلاسکا (ORV) – فرودگاه رابرت (باب) کورتیس مموریال
58. نوئیکسوت، آلاسکا (NUI) – فرودگاه نویکسوت
59. نولاتو، آلاسکا (NUL) – فرودگاه نولاتو
60. نوناپیچوک، آلاسکا (NUP) – فرودگاه نوناپیتچوک
61. پیلوت استیشن، آلاسکا (PQS) – فرودگاه پیلوت استیشن
62. پوینت هوپ، آلاسکا (PHO) – فرودگاه پوینت هوپ
63. پوینت لی، آلاسکا (PIZ) – فرودگاه مرکز رادار برد بلند پوینت لی
64. پرودو بی، آلاسکا/Deadhorse (SCC) – فرودگاه دادهورس
65. کوئین‌هاگاک، آلاسکا (KWN) – فرودگاه کوینهاک
66. رد دویل، آلاسکا (RDV) – فرودگاه رد دویل
67. روبی، آلاسکا (RBY) – فرودگاه روبی
68. راشین میشن، آلاسکا (RSH) – فرودگاه روسیه میشن
69. سنت مریز، آلاسکا (KSM) – فرودگاه سینت ماری آلاسکا
70. Saint Michael (SMK) – فرودگاه میکائیل
71. ساوونگا، آلاسکا (SVA) – فرودگاه سوونگا
72. اسکامون بی، آلاسکا (SCM) – فرودگاه خلیج سکممن
73. سلاویک، آلاسکا (WLK) – فرودگاه سلویک
74. شاگلوک، آلاسکا (SHX) – فرودگاه شگلوک
75. شاکتولیک، آلاسکا (SKK) – فرودگاه شکتولیک
76. نونم ایکوا، آلاسکا / نونم ایکوا، آلاسکا (SXP) – فرودگاه شلدن پوینت
77. شیشمارف، آلاسکا (SHH) – فرودگاه شیشمارف
78. شونگناک، آلاسکا (SHG) – فرودگاه شانگناک
79. اسلیت‌میوت، آلاسکا (SLQ) – فرودگاه اسلیت‌میوت
80. استبینز، آلاسکا (WBB) – فرودگاه استبینس
81. استونی ریور، آلاسکا (SRV) – فرودگاه اسنوتی ریور
82. تلر، آلاسکا (TLA) – فرودگاه تلر
83. توگیاک، آلاسکا (TOG) – فرودگاه توگیاک
84. توکسوک بی، آلاسکا (OOK) – فرودگاه تاکسوک بی
85. تولوکساک، آلاسکا (TLT) – فرودگاه تولوکسک
86. تونتوتولیاک، آلاسکا (WTL) – فرودگاه تانتاتالیاک
87. تونوناک، آلاسکا (TNK) – فرودگاه تونوناک
88. اونالاکلیت، آلاسکا (UNK) – فرودگاه آنالاکلت
89. والدز، آلاسکا (VDZ) – فرودگاه والدز
90. وین‌رایت، آلاسکا (AIN) – فرودگاه وینرایت (آلاسکا)
91. ولز، آلاسکا (IWK) – فرودگاه ولز (آلاسکا)
92. وایت ماونتن، آلاسکا (WMO) – فرودگاه وایت مانتین

### مقصدهای سابق
1. آلاکاکت، آلاسکا (6A8) – فرودگاه آلاکاکت
2. آناکتوووک پس، آلاسکا (AKP) – فرودگاه اناکتوووک پس